# 船津忠次郎
船津 忠次郎（ふなつ ちゅうじろう、生没年不詳）は明治時代の地本問屋。

## 来歴
姓は舩津、舟津とも記す。明治10年（1877年）に神田区東福田町2番地、明治15年（1882年）に神田区元柳原町32番地で地本問屋を営んでいる。月岡芳年、楊洲周延、3代歌川広重、小林清親の錦絵を出版している。

## 作品
- 月岡芳年 『薩州鹿児島戦記』 大判3枚続 明治10年
- 月岡芳年　『鹿児島征討記』　大判3枚続 明治10年
- 楊洲周延 『鹿児島勇婦会議之図』 大判3枚続 明治10年
- 月岡芳年　『鹿児島明暗録』 大判揃物 明治11年（1878年）
- 月岡芳年『大日本名将鑑』 大判51枚揃
- 3代歌川広重　『東京開華名所図絵』
- 小林清親　『朝鮮電報録』 大判3枚続 明治15年（1882年）